# Hrabstwo Clay (Alabama)

Piramida wieku hrabstwa

Clay – hrabstwo w stanie Alabama w USA. Populacja liczy 14 254 mieszkańców (stan według spisu z 2000 roku).
Powierzchnia hrabstwa to 1570 km². Gęstość zaludnienia wynosi 9 osób/km².

## Miasta
- Ashland
- Lineville

## CDP
- Delta
- Hollins
- Millerville